# Ilyes Satouri
Ilyes Satouri, Stephano (wym. fr.: ['i:,ɛ(s), satu'ri]; urodzony 12 marca 1993) – francuski zawodowy gracz komputerowy, zwycięzca mistrzostw Europy w StarCraft II: Wings of Liberty w 2012 roku. Zakończył karierę w sierpniu 2013 roku jako zawodnik drużyny Evil Geniuses.

## Przebieg kariery
- od 29 sierpnia 2010 do 2 października 2010: ToY Gaming
- od 7 października 2010 do 31 sierpnia 2012: Millenium
- od 10 września 2012 do 7 sierpnia 2013: Evil Geniuses

## Główne sukcesy
- europejska edycja 2012 World Championship Series – pierwsze miejsce
- 1. sezon 2013 World Championship Series (Europa) – drugie miejsce
- Electronic Sports World Cup 2011 – pierwsze miejsce
- 3. sezon North American Star League  – pierwsze miejsce
- 3. sezon IGN ProLeague  – pierwsze miejsce